# Justicia kurzii
Justicia kurzii är en akantusväxtart som beskrevs av C. B Clarke. Justicia kurzii ingår i släktet Justicia och familjen akantusväxter. Inga underarter finns listade i Catalogue of Life.